# Обі-Ван Кенобі (телесеріал)
«Обі-Ван Кенобі» (англ. Obi-Wan Kenobi) — американський телевізійний вебсеріал, створений для потокового сервісу Disney+, за участю однойменного персонажа «Зоряних воєн». Дія серіалу відбувається через десять років після подій «Зоряних воєн: Епізод III — Помста ситхів» (2005), режисером серіалу є Дебора Чов.
Виконавчий продюсер Юен МакҐреґор знявся в ролі головного героя, повторивши свою роль з трилогії приквелів «Зоряних воєн». Гейден Крістенсен, Джоел Едгертон і Бонні Пісс також повторюють свої ролі з трилогії-приквелів. Проєкт виник як додатковий фільм, сценаристом якого виступив Гусейн Аміні, а режисером — Стівен Долдрі, але після комерційного провалу «Соло. Зоряні Війни. Історія» (2018) його вирішили випустити як серіал. У серпні 2019 року було підтверджено, що МакҐреґор зніметься в головній ролі, а через місяць Чов була найнята режисеркою. Виробництво планувалося розпочати в липні 2020 року, але серіал було призупинено на невизначений термін у січні 2020 року, оскільки Lucasfilm був незадоволений сценаріями епізодів. Гарольда найняли для переписування серіалу в квітні 2020 року, а в березні 2021 року було оголошено про додаткові кастинги. Зйомки розпочалися в травні 2021 року в Лос-Анджелесі, використовуючи технологію відеостіни StageCraft, і завершилися до вересня. Основну музичну тему для серіалу написав композитор фільму «Зоряні війни» Джон Вільямс.
Прем'єра «Обі-Вана Кенобі» відбулася 27 травня 2022 року, серіал складався з шести епізодів. Серіал отримав позитивні відгуки від критиків, схвалення гри Мак-Ґрегора та режисури Чов, а також періодичну критику сценарію.

## Сюжет
Дія серіалу розгортається між подіями, показаними в фільмах «Помста ситхів» і «Нова надія», на планеті Татуїн: саме туди вирушив Кенобі після того, як привіз родині Ларсів Люка Скайвокера, коли той був ще немовлям. Дія починається через десять років після цих подій.

## У ролях
- Юен Мак-Ґреґор — Обі-Ван Кенобі: магістр джедаїв, який пережив Наказ 66 і зараз живе у добровільному вигнанні на планеті Татуїн, стежачи за молодим Люком Скайвокером, сподіваючись зрештою навчити його як джедая.[4][5] МакҐреґор був радий зіграти версію персонажа, ближчу до образу Алека Гіннесса з оригінальної трилогії «Зоряних воєн», ніж його власну молодшу версію з трилогії приквелів.[6] Мак-Ґрегор брав участь у розмовах про роль Кенобі в серіалі та переглянув фільми саги про Скайвокера, щоб підготуватися. Для цієї ролі він також читав науково-фантастичні романи, у тому числі написані Іеном Бенксом.
- Вів'єн Ліра Блер — Лея Орґана: дочка Енакіна Скайвокера, сестра-близнюк Люка і принцеса на Альдераані, викрадена найманими мисливцями за головами.
- Гайден Крістенсен — Енакін Скайвокер / Дарт Вейдер: Колишній учень Кенобі, який перейшов на темну сторону і став лордом ситхів. Він батько Люка Скайвокера та Леї Орґани. Не граючи персонажа з 2005 року, Крістенсен переглянув фільми "Сага Скайвокерів[7]", а також мультсеріал «Зоряні війни: Війни клонів» і «Зоряні війни: Повстанці», щоб підготуватися до ролі. Йому було приємно дивитися, як мультсеріал детальніше досліджував стосунки між Енакіном і Кенобі. Крістенсен був схвильований, перед зображенням Дарта Вейдера, в першу чергу зобразивши персонажа як Енакіна Скайвокера раніше, і обговорював, як зобразити одночасну силу Вейдера; він назвав Вейдера в серіалі «дуже сильним». Дмітріус Бістревські виступив у костюмі Дарта Вейдера, а Том О'Коннелл виступив дублером.[4][8][9]
  - Джеймс Ерл Джонс озвучує Дарта Вейдера, повторюючи його роль з попереднього проєкту «Зоряних воєн» — «Бунтар Один. Зоряні Війни. Історія» (2016).
- Руперт Френд — Великий Інквізитор: верховний інквізитор Галактичної Імперії.[10] Раніше персонажа озвучував Джейсон Айзекс у перших двох сезонах мультсеріалу «Зоряні війни: Повстанці»,[11] який раніше неодноразово виявляв зацікавленість у повторенні своєї ролі вживу.[12][13] Представник виду пауанів з Утапау, який є найвищим інквізитором Галактичної Імперії. Колись він був членом Ордену джедаїв, служив охоронцем Храму джедаїв. Друг сказав, що персонаж любив звук власного голосу і наївно вважав себе «на рівні» з Дартом Вейдером, бажаючи замінити його як учнем імператора Палпатіна.
- Мозес Інґрам — Рева / Третя сестра: Безжальна, амбітна інквізиторка, яка відчуває потребу довести себе перед Великим інквізитором і Дартом Вейдером. Колишній Янглінг-джедай, вона таємно планує помсту Вейдеру за вбивство своїх однолітків під час Наказу 66. Рева поділяє з ними спільну мету — присвятити себе пошуку Кенобі, хоча вона відкрита до використання більш імпульсивної тактики. Гарольд вважав, що Рева «зробить внесок у спадщину лиходіїв „Зоряних воєн“ у справді цікавий спосіб», тоді як Інгрем описав її як «повноцінну спортсменку» та крутизну. Інгрем вважала, що прощення було центральною темою її персонажа, і що Рева була мотивована травмою від болю свого минулого, додавши: «Якби вона могла відпустити це, або якби вона могла принаймні впоратися краще, їй не потрібно було б це робити речі, які вона робить». Вона також вплинула на зовнішність Реви, наполягаючи на тому, щоб персонаж використовував її природне дивне волосся, а не перуку, щоб афроамериканські діти могли наслідувати персонажа на Хеллоуїн.[14]
- Санґ Канґ — П'ятий брат: інквізитор. Раніше персонажа озвучував Філіп Ентоні-Родрігес у другому сезоні «Зоряних воєн: Повстанців».
- Кумейл Нанджіані — Гаджі Естрі: вуличний шахрай, який працює на вулицях Дайю, видає себе за джедая. Нанджіані досліджував реальних шахраїв і фокусників, щоб підготуватися до ролі.
- Індіра Варма — Тала Дуріт: розчарована імперська офіцерка на планеті Мапузо, як допомагає джедаям втекти з Імперії за допомогою Шляху.
- О'Ші Джексон-молодший — КаВлан Рокен: лідер мережі Шлях, який допомагає джедаям втекти з Імперії.
- Бенні Сефді — Нарі: джедай, що ховається на Татуїні, який уникнув наказу 66 як юнґлінґ.
- Джоел Еджертон — Овен Ларс: фермер, який займається вологою на Татуїні, зведений брат Енакіна Скайвокера і дядько Люка, який скептично ставиться до присутности Кенобі на Татуїні та не бажає його присутности в житті Люка.
- Бонні Пісс — Беру Вайтсан Ларс: дружина Овена і тітка Люка.
- Сімона Кессел — Брега Орґана: королева Альдераану, прийомна мати Леї та дружина Бейла Органи.
- Флеа — Вект Нокру: мисливець за головами, найнятий для викрадення Леї Орґани.
- Джиммі Смітс — Бейл Орґана: прийомний батько Леї та сенатор Альдераану.
- Марісе Альварес — Ніче Горн: біженка з маленьким сином, яка шукає транспорт з Дайю до Кореллії.
- Рая Кільстедт — четверта сестра: інквізиторка.
- Зак Брафф — Фрек: водій транспортника для імперського гірничого заводу на планеті Мапузо.
- Мая Ерскін — Саллі: учасник мережі Шлях, який допомагає джедаям втекти з Імперії.
- Єн Макдермід — імператор Палпатін: Темний лорд ситхів і вчитель Дарта Вейдера.

Крім того, Мін Цю, каскадерка із серіалів «Мандалорець» і «Книга Боби Фетта», зображує майстра-джедая Мінасу Велті під час спогадів про наказ 66, Ґрант Філі з'являється як Люк Скайвокер, син Енекіна, а Ентоні Деніелс повторює свою роль у франшизі як C-3PO, тоді як Темуера Моррісон з'являється як бездомний ветеран-солдат-клон після того, як зіграв клонів у попередніх проєктах Зоряних воєн. Дочка Юена Мак-Ґрегора Естер-Роуз Мак-Ґрегор грає Тету Ґріґ, торговця спеціями, з якою Кенобі стикається на вулицях Дайю. Дастін Сейтгамер озвучує дроїда NED-B. У фіналі сезону Ліам Нісон повторює свою роль Квай-Ґона Джинна в камео, що не в титрах.

## Епізоди
| № серії | Назва серії              | Режисер(и) | Сценарист(и)                                                                                                 | Оригінальна дата виходу |
| --- | ------------------------ | ---------- | --- | ----------------------- |
| 1 | «Частина I» «Part I»     | Дебора Чов | Сюжет: Стюарт Бітті та Гусейн Аміні Телесценарій: Джобі Гарольд, Гусейн Аміні та Стюарт Бітті                | 27 травня 2022          |
| Через десять років після наказу 66, коли більшість з Ордену джедаїв було вбито, Великий інквізитор, П'ятий брат і Третя сестра (Рева Севандер) вислідковують на Татуїні вцілілого джедая Нарі. Нетерпляча Рева намагається вбити його, та Великий інквізитор зупияє її, дозволяючи Нарі втекти. Великий інквізитор висловлює своє несхвалення безрозсудністю Реви та її одержимістю пошуком іншого вцілілого джедая, Обі-Вана Кенобі, який, без їх відома, також перебуває на Татуїні. Під псевдонімом «Бен» Кенобі працює на м’ясопереробній фабриці і спостерігає за молодим Люком Скайвокером, сином його колишнього учня Енекіна Скайвокера, що став ворогом учителя. Його переслідують спогади про своє минуле, і він не може спілкуватися з духом свого колишнього вчителя Квай-Ґон Джинна через Силу. Кенобі відмовляється допомогти Нарі, а пізніше бачить, як його труп повішено в місті. На Альдераані дочку Енекіна Лею, яку усиновив знайомий Кенобі сенатор Бейл Орґана, викрадає банда Векта Нокру, група мисливців за головами, найнятих Ревою, щоб виманити Кенобі. Орґана зв'язується з Кенобі і благає його допомогти врятувати Лею. Кенобі спочатку відмовляється, але після того, як Орґана прибуває на Татуїн особисто, погоджується допомогти. |                          |            | |                         |
| 2 | «Частина II» «Part II»   | Дебора Чов | Сюжет: Стюарт Бітті та Гусейн Аміні Телесценарій: Джобі Гарольд                                              | 27 травня 2022          |
| Відстеживши викрадачів на планеті Дайю, Кенобі зустрічає шахрая Гаджу Естрі, який видає себе за джедая. Гаджа направляє Кенобі до місця перебування Леї, де той перемагає викрадачів і рятує дівчинку. Великий інквізитор дізнається про їхню присутність і замикає місто. Рева не підкоряється наказу відступити і обіцяє винагороду за Кенобі, спонукаючи найманців по всьому місту розшукувати Обі-Вана та Лею. Коли Лея розуміє, що найманці переслідують Кенобі, вона втрачає довіру до нього і тікає; він слідує за нею на дахи. Коли найманці намагаються вбити їх, Лея стрибає з даху, а Кенобі рятує її за допомогою Сили, завойовуючи її довіру. Гаджа знаходить їх і направляє до вантажного порту, який не охороняється, і з якого вони можуть втекти, але не може перешкодити Реві слідувати за ними. Рева розповідає Кенобі, що Енекін, тепер відомий як Дарт Вейдер, усе ще живий, що його шокує; він припускав, що Енекін загинув десять років тому після двобою з учителем. Великий інквізитор прибуває, щоб заарештувати Кенобі самотужки, але Рева пронизує його своїм світловим мечем. Кенобі та Лея отримують нагоду втекти. В іншому місці Дарт Вейдер прокидається в лікувальній бакта-камері на планеті Мустафар. |                          |            | |                         |
| 3 | «Частина III» «Part III» | Дебора Чов | Джобі Гарольд і Ганна Фрідман, Гусейн Аміні і Стюарт Бітті                                                   | 1 червня 2022           |
| Дізнавшись, що Кенобі все ще живий, Вейдер доручає Реві знайти його, обіцяючи їй посаду Великого інквізитора, якщо вона досягне успіху. Транспорт Кенобі і Леї приземляється на Мапузо, планеті, що стала посушливою через безжальні розробки Імперії, і вони прямують до місця зустрічі, призначеного Гаджею. Не знайшовши там нікого, вони погоджуються сісти в імперський транспорт. Рева простежує їх до Мапузо і попереджає імперський гарнізон, але втікачі отримують несподівану допомогу від жінки-імперського офіцера на ім'я Тала, члена підпільної мережі, що допомагає джедаям, включаючи Квінлана Воса, піти у підпілля. Перш ніж вони встигають піти, Дарт Вейдер та Інквізитори з'являються на Мапузо; Кенобі відправляє Лею і Талу до їхнього пікапу, а сам залишається, щоб затримати переслідувачів. Через страх, Кенобі програє Вейдеру, який починає його палити. Тала повертається і допомагає Кенобі втекти, а Лея тікає від Реви. |                          |            | |                         |
| 4 | «Частина IV» «Part IV»   | Дебора Чов | Джобі Гарольд і Ганна Фрідман                                                                                | 8 червня 2022           |
| Втікши від Вейдера на Мапузо, Кенобі і Тала прибувають на об’єкт Шлях на Джабіім. Тим часом Лея, яку зараз допитує Рева щодо подробиць Шляху, тримають у фортеці Інквізиторій, цитадельному штабі інквізиторів, розташованому на Нур. Кенобі і Тала планують проникнути в фортецю, щоб врятувати Лею. Потрапивши всередину, Кенобі виявляє сховище з трофеями, наповнене збереженими трупами джедаїв, які були схоплені та вбиті, включаючи молодих людей. Їм вдається врятувати Лею, але прикриття Тали розривається, і їх присутність виявляється; зрештою вони втікають за допомогою командира Шляху Рокена та його партизанських загонів. Вейдер, розлючений ходом подій, намагається вбити Реву через її невдачу, але щадить її, коли вона каже, що прикріпила трекер до дроїда-компаньйона Леї Лоли в очікуванні порятунку. |                          |            | |                         |
| 5 | «Частина V» «Part V»     | Дебора Чов | Джобі Гарольд і Ендрю Стентон                                                                                | 15 червня 2022          |
| Тринадцять років тому Кенобі тренує Енакіна бою на світлових мечах на Корусанті, де він критикує Енакіна за його агресивні дії. У даний час, відстежуючи місцезнаходження Кенобі до Джабіїма, Вейдер підвищує Реву до звання Великої інквізиторки. Імперія прибуває, щоб обложити об’єкт, і деактивує евакуаційні двері. Щоб затримати імперців, Кенобі веде переговори з Ревою і приходить до висновку, що вона знає справжню особу Вейдера, оскільки була свідком різанини в Храмі джедаїв на Корусанті в молодості. Вона розповідає, що хотіла отримати прихильність Вейдера, щоб убити його з метою помсти, а не служити йому. Потім імперці прорвали об’єкт, і Тала жертвує собою, щоб врятувати Кенобі. Розуміючи, що вони не можуть перемогти, Кенобі здається і потрапляє до Реви. Там він переконує Реву вбити Вейдера, коли вона доставляє йому Кенобі. Тим часом Лея відкриває двері після того, як видалила трекер з Лоли, дозволяючи Шляху втекти до того, як Вейдер обложив об’єкт. Рева використовує цю можливість, щоб спробувати вбити Вейдера, але після короткого поєдинку її Дарт Вейдер швидко здолав її і заколов її ж світловим мечем. Її залишають вмирати, а оригінальний Великий інквізитор, який як виявляється вижив після спроби Реви вбити його, прибуває, щоб підтвердити свій статус. Коли мережа Шлях втікає, Рева знаходить повідомлення Бейла Орґани на передавачі Кенобі, показуючи, що місцезнаходження Люка на Татуїні. |                          |            | |                         |
| 6 | «Частина VI» «Part VI»   | Дебора Чов | Сюжет: Стюарт Бітті, Джобі Гарольд і Ендрю Стентон Телесценарій: Джобі Гарольд, Ендрю Стентон і Госейн Аміні | 22 червня 2022          |
| Поки Рева прибула на Татуїн у пошуках Люка, Вейдер переслідує Кенобі та Шлях у своєму Зоряному Руйничі. Розуміючи, що іншого шляху немає, Кенобі відокремлюється від групи, щоб Шлях міг втекти. Він сам бореться з Вейдером на сусідній планеті і пошкоджує шолом і дихальний пристрій Вейдера, виводячи його з ладу. Переконавшись, що Енекіна неможливо врятувати, Кенобі залишає Вейдера. Тим часом Рева прибула на ферму Овена, де проти неї б'ються Овен і Беру. Вона переслідує Люка в пустелі, але не може змусити себе вбити його і врешті-решт повертає його родині. Кенобі вітає її з подоланням свого минулого і Темної сторони. Повернувшись на Альдераан, Лея знайшла рішучість щодо виконання своїх обов’язків як принцеси. Кенобі запевняє Орґанів, що допоможе, коли буде потрібно, і прощається з Леєю. Після повернення на Татуїн він запевняє Овена, що дозволить Люку вирости звичайним хлопчиком, опісля Овен дозволяє Кенобі познайомитися з Люком. Знайшовши свій внутрішній спокій, він нарешті зміг побачити і порозмовляти з привидом сили свого покійного вчителя Квай-Ґона Джинна. На Мустафарі відновлений Вейдер кидає пошуки Кенобі після того, як Імператор піддає сумніву його мотиви та вірність. |                          |            | |                         |

Усі епізоди написані Джобі Гарольдом, режисеркою стала Деборою Чов.

## Виробництво
у лютому 2013 року генеральний директор Disney Боб Айґер оголосив про розробку кількох окремих допоміжних фільмів про «Зоряні війни». Обі-Ван Кенобі переміг у серпні 2016 року в опитуванні The Hollywood Reporter, який запитував, який персонаж «Зоряних воєн» заслуговує на додатковий фільм. У серпні 2017 року Стівен Долдрі розпочав переговори про режисуру фільму за участю Кенобі. Далдрі буде наглядати за розробкою та написанням фільму разом із Lucasfilm. Юен МакҐреґор, який зобразив Кенобі в трилогії приквелів «Зоряних воєн», ще не був приєднаний до проєкту, але раніше заявив, що готовий повернутися до своєї ролі. Далдрі зв'язався з Гусейном Аміні щодо написання фільму, і Аміні приєднався до проєкту приблизно наприкінці 2017 року. У грудні 2017 року з'явилася інформація, що фільм про Кенобі почнуть знімати в січні 2019 року. 17 травня 2018 року був заявлено, що наступним фільмом із циклу «Зоряні війни» стане стрічка «Кенобі. Зоряні війни: Історії» з Далдрі в ролі режисера. Тодішній міністр закордонних справ Сполученого Королівства Борис Джонсон заявив, що творці фільму планували знімати його в Північній Ірландії.
Повідомлялося, що у травні 2018 року фільм мав назву «Обі-Ван. Зоряні Війни. Історія» із сюжетом, в якому Кенобі захищає молодого Люка Скайвокера на планеті Татуїн на тлі напруженості між місцевими фермерами та рейдерами Тускенів. Очікувалося, що виробництво фільму відбудеться в Північній Ірландії під робочою назвою Joshua Tree, починаючи з 2019 року на студії Paint Hall в Белфасті, коли виробництво останнього сезону «Гри престолів» закінчилося наприкінці 2018 року. Однак Disney скасував заплановані додаткові фільми «Зоряних воєн», включаючи фільм Кенобі, після фінансового краху «Соло. Зоряні Війни. Історія» (2018). Lucasfilm зосередився на створенні серіалів для потокового сервісу Disney+, наприклад, «Мандалорець». У серпні 2018 року МакҐреґор сказав, що його запитували про спін-офф Кенобі протягом «років і років», і він був радий бути залученим, але сказав, що на той момент такого фільму не планувалося. Він був зацікавлений у дослідженні персонажа в період між його зображенням у фільмах-приквелах і зображенням Алека Гіннеса в оригінальній трилогії.

### Розробка
До середини серпня 2019 року МакҐреґор вступив у переговори про зйомку в телесеріалі для Disney+, присвяченому Обі-Вану Кенобі. Пізніше того ж місяця, 15 серпня 2019 року на заході Disney D23, президент Lucasfilm Кетлін Кеннеді та МакҐреґор офіційно оголосили, що актор повторить свою роль Кенобі у новому серіалі для Disney+, дія якого відбувається через вісім років після подій «Зоряних воєн: Епізод III — Помста ситхів» (2005). Зйомки планувалося розпочати в липні 2020 року, а сценарії мінісеріалу з шести епізодів уже були написані Аміні на момент оголошення. МакҐреґор сказав, що це оголошення стало полегшенням, пояснивши, що він брехав про свою причетність до спін-оффу Кенобі протягом чотирьох років. Через місяць Кеннеді оголосив, що Дебора Чов буде режисеркою серіалу про Кенобі після того, як вразила Кеннеді своєю роботою, режисерською епізодами «Мандалорця».
У листопаді 2019 року Аміні сказав, що період у серіалі був захоплюючим, оскільки Кенобі має справу з втратою своїх друзів і Орденом джедаїв, що дозволило Аміні досліджувати інші аспекти франшизи «Зоряні війни», наприклад, її духовну сторону. Він черпав натхнення з джерел, якими спочатку надихався творець «Зоряних воєн» Джордж Лукас, зокрема «Тисячоликий герой» Джозефа Кемпбелла, історія та культура самураїв, а також буддизм. Порівнюючи сценарії серіалу з його оригінальними планами на фільм, Аміні сказав, що зміг дослідити персонажа, політику та історію більше в серіалі, ніж у двогодинному фільмі, де «завжди є імператив для дії та сюжету». рухатися особливо швидко". Чов вважала, що її робота над «Мандалорцем» була найкращою підготовкою для серіалу про Кенобі, навчаючись у виконавчих продюсерів цього серіалу Джона Фавро та Дейва Філоні.
У січні 2020 року в лондонській студії Pinewood Studios тривала попередня підготовка серіалу, а також проходили екранні тести з потенційними акторами разом із МакҐреґором. До кінця місяця почали ходити чутки, що серіал скасовано через проблеми з виробництвом. Хоча це було не так, серіал було призупинено на невизначений термін, а зібрану команду відправили додому. Вважалося, що Кеннеді незадоволений сценаріями серіалу, в якому, як повідомляється, була сюжетна лінія з Кенобі та Скайвокером, схожа на історію Мандалорця, в якій головний герой захищає «Дитину». Lucasfilm почала шукати нового сценариста для серіалу, щоб почати спочатку за сценаріями, а режисеркою все ще очікується Чов. Мета полягала в тому, щоб попереднє виробництво знову розпочалося в середині 2020 року, коли сценарії будуть переписані. Також повідомляється, що серіал був перероблений з шести епізодів до чотирьох, але МакҐреґор сказав, що не вірить, що це так. Він додав, що Lucasfilm вирішив приділяти більше часу роботі над сценаріями після виходу фільму «Зоряні війни: Скайвокер. Сходження» (2019), а зйомки були відкладені на січень 2021 року, але він не думав, що це вплине на графік випуску епізодів.
У квітні 2020 року Джобі Гарольда взяли на посаду сценариста від Amini і виступати шоуранером. Того жовтня зйомки були відкладені до березня 2021 року через пандемію COVID-19. На заході Disney Investor Day 10 грудня Кеннеді оголосив, що серіал має офіційну назву Обі-Ван Кенобі, і підтвердив, що режисеркою виступає Чов. У лютому 2021 року МакҐреґор повідомив, що зйомки серіалу відбуватимуться в Лос-Анджелесі, а не в Лондоні та Бостоні, Лінкольншир, Англія, як повідомлялося раніше. Виконавчими продюсерами серіалу є Кеннеді, Мішель Рейван, Чов, МакҐреґор і Гарольд, і складається з шести епізодів, написаних Гарольдом.

### Кастинг
Разом з анонсом серіалу на D23 у серпні 2019 року було підтверджено, що МакҐреґор буде головною головою в серіалі, повторивши свою роль Кенобі з трилогії-приквелу. У грудні 2020 року Кеннеді оголосив, що Гайден Крістенсен повторить свою роль з трилогії-приквелу в ролі Енакіна Скайвокера / Дарта Вейдера в серіалі. МакҐреґор сказав, що возз'єднання з Крістенсеном у серіалі було «найпрекраснішою річчю», а Кеннеді назвав це «реваншем століття».
У березні 2021 року до акторського складу приєдналися Мозес Інґрам, Кумейл Нанджіані, Індіра Варма, Руперт Френд, О'Ші Джексон-молодший, Санґ Канґ, Сімона Кесселл і Бенні Сефді, а Джоел Едгертон і Бонні Пісс повторили свої ролі в ролі Овена Ларса і Беру Вайтсан Ларс, відповідно, з фільмів-приквелів. Повідомлялося, що Інґрам грає «дуже важливу роль» у серіалі. Через місяць Мая Ерскін була обрана на роль другого плану, як повідомляється, щонайменше в трьох епізодах, а Рорі Росс розкрив свою причетність у січні 2022 року.

### Дизайн
Даг Чіанг і Тодд Чернявський стали художниками-постановниками серіалу, а Суттірат Енн Ларларб — художником із костюмів.

### Фільмування
Очікувалося, що зйомки розпочнуться у квітні 2021 року в Лос-Анджелесі, режисеркою якого буде Дебора Чов; МакҐреґор підтвердив, що зйомки розпочалися до 4 травня, в День Зоряних воєн. Чон Хун Чунг працює оператором серіалу, який використовує технологію відеостіни StageCraft, яку раніше використовували «Мандалорець» і «Книга Боби Фетта». МакҐреґор провів тести костюмів для Обі-Вана Кенобі на зйомках «Мандалорця» і сказав, що технологія StageCraft дозволила йому отримати більше задоволення від роботи над серіалом, ніж над фільмами-приквелами, завдяки використанню останнього синього та зеленого екрану. МакҐреґор підтвердив, що зйомки були завершені до 19 вересня 2021 року.

### Музика
У середині лютого 2022 року Джон Вільямс записав головну тему серіалу з оркестром у Лос-Анджелесі. Раніше Вільямс писав партитури для основних фільмів «Зоряних воєн» і спочатку написав тему для Обі-Вана Кенобі у «Зоряних війнах» (1977), але пізніше це стало пов'язано з Силою загалом. Ця серія була вдруге, коли Вільямс написав тему для проєкту «Зоряні війни», для якого він не був головним композитором, після «Соло: історія зоряних воєн» (2018), і був першим щотижневим телесеріалом, для якого Вільямс написав тему після «Дивовижних історій» 1985 року. Запис решти партитур серіалу, написаних нерозкритим композитором, відбувався в Лондоні протягом кількох місяців до того часу, коли було оголошено про участь Вільямса.
Чов прилетіла до Лондона, щоб зустрітися з Голт і зробити «дводенне інтенсивне занурення» у незавершені кадри серіалу. Потім Голт розробила теми для нових персонажів і написала оригінальну партитуру, яка, за її словами, має «коріння в традиції Зоряних воєн» більше, ніж мандалорська музика Людвіґа Йоранссона. Музика Голт була записана з традиційним оркестром у Лос-Анджелесі на сцені Fox Studios Newman Scoring Stage з додаванням деяких сучасних синтезаторних звуків. Голт використала мисливський ріжок і кілька незвичайних ударних інструментів, на яких грає Браян Кілґор, щоб створити звук інквізиторів, який, за її словами, «ворушить вашу кишку. Це так чіпляється… Це та різка, ритмічна текстура». Інженер із звукозапису Йоранссона Кріс Фогель працював з Голт над створенням партитури для Обі-Вана Кенобі в студії Йоранссона. Голт завершила роботу над серіалом до кінця квітня 2022 року.
«Імперський марш», «Force Theme» та «The Princess Leia's Theme» Вільямса цитуються в партитурі Голт для «Частини VI».

## Маркетинг
12 листопада 2021 року в рамках святкування Дня Disney+, яке включало концепт-арт, а МакҐреґор і Чов обговорювали серіал, був випущений короткий ролик. Перший трейлер серіалу був опублікований 9 березня 2022 року під час щорічних зборів акціонерів Disney. Використання партитури Вільямса в трейлері було помітним моментом, а Зак Шарф з Variety сказав, що «найбільш вражаючим моментом» трейлеру було використання «Дуелі доль», оскільки це «один з найбільш пишних творів Вільямса». партитурної музики", а її показ у трейлері «вказує на возз'єднання друга [Кенобі] і ворога [Енакіна Скайвокера] у новій серії». Деніел Чін з The Ringer також похвалив трейлер, заявивши, що він «додає ностальгію за приквелом Зоряних воєн», а також відзначив використання «Дуелі доль», яка, на його думку, задала тон і ставку серіалу. Другий трейлер був опублікований 4 травня на честь Дня «Зоряних воєн», а режисер The Hollywood Reporter Раян Паркер описав його як «інтенсивний». Багато коментаторів відзначили появу Дарта Вейдера в трейлері. Майкл МакВертор з Polygon вважав, що це дає змогу «помітити інтенсивність полювання Імперії на одного з останніх практиків світлої сторони Сили». Тим часом Джосс Вайс із Syfy написав, що на ньому зображено Кенобі, який має справу з «ганебними помилками власного минулого». Однак Анджела Вотеркаттер з Wired висловила скептицизм на основі трейлера і висловила думку, що «все, що у „Зоряних воєнах“ виглядає так, ніби на автопілоті».
Серіал був популяризований на святкуванні «Зоряних воєн» 26 травня, включаючи попередній показ перших двох епізодів і живе виконання головної теми Тихоокеанським симфонічним оркестром під керівництвом Вільямса. У травні 2022 року Volkswagen випустив рекламний ролик, що рекламує серію та свою модель електромобіля ID. Buzz, за участю R2-D2, C-3PO та Мак-Ґрегора. Два видання автомобіля, натхненні «Зоряними війнами», були створені у співпраці дизайнерів Volkswagen і Lucasfilm, а пізніше показані на святкуванні «Зоряних воєн» у 2022 році. Продуктова програма «Обі-Ван середи», яка показує іграшки, одяг, фігурки, аксесуари, книги та комікси, пов'язані з серіалом після виходу епізоду, стартувала 25 травня і завершиться 29 червня.

## Випуск
Прем'єра відразу 2-х епізодів «Обі-Ван Кенобі» відбулась на Disney+ 27 травня 2022 року, з першими двома епізодами разом із показом для тих, хто відвідує святкування Зоряних воєн. Їх відпустили на три години раніше, ніж очікувалося, о 21:00. PDT, а не о 12:00 за тихоокеанським часом 27 травня. Попередження про вміст було додано до першого та п'ятого епізодів через схожість між сценами насильства за участю дітей під час наказу 66 та стріляниною Робб у початковій школі 24 травня. Інші серіали чотири епізоди виходили щотижня по середах з 1 по 22 червня. Спочатку прем'єра була призначена на 25 травня, на 45-ту річницю оригінального фільму «Зоряні війни» у 1977 році.

## Сприйняття

### Глядацька авдиторія
Disney оголосив, що Обі-Ван Кенобі став найпопулярнішою прем'єрою серіалу для потокового сервісу в перші вихідні. За даними Samba TV, «Частину I» з 27 по 30 травня переглянули 2,14 мільйона американських глядачів, перевершивши прем'єри другого сезону «Мандалорця» (2,08 мільйона) та «Книги Боби Фетта» (1,5 мільйона).

### Оцінки критиків
Вебсайт-аґреґатор оглядів Rotten Tomatoes повідомив про рейтинг схвалення 84 % на основі 263 оглядів із середнім рейтингом 9,00/10. На Metacritic серіал має середньозважений бал 75 зі 100 на основі 18 критиків, що вказує на «загалом схвальні відгуки».
Метт Перслоу з IGN поставив першим двом епізодам оцінку 8 з 10, вихваляючи сюжетну лінію та характер персонажа Кенобі, але розкритикував бойові дій. Він сподівався на решту серії, назвавши їх «напрочуд емоційними». Письменник CNN Браян Лоурі високо оцінив роботу Мак-Ґрегора, водночас відчуваючи, що шоу «придумує більш ніж правдоподібне пояснення» для дій Кенобі. Пишучи для The Hollywood Reporter, Енджі Ган також дала позитивну рецензію серіалу, високо оцінивши гру Мак-Ґрегора, режисуру Чов, візуальну естетику Дайю та загальний тон серіалу, який, на її думку, був схожий на «Бунтар Один. Зоряні Війни. Історія» (2016), додавши що серіал «має потенціал для показу одного з найскладніших досліджень персонажів, які коли-небудь бачили у франшизі».
Стюарт Герітейдж із The Guardian критикував повільний темп першого епізоду, але високо оцінив сцени дій у другому, порівнявши його з Джоном Віком. Він оцінив епізоди на 3 із 5 зірок. І Браян Труїтт з USA Today, і Стівен Келлі з BBC також порівнювали серіал з Джоном Віком. Труїтт поставив першим двом епізодам 3 зірки з 4, водночас похвалив оцінку Джона Вільямса та керовану персонажами розповідь, а також заявив, що «Кенобі більше схожий на „Зоряні війни старої школи“, ніж на своїх попередників Disney+». Келлі похвалила сценарій Гарольда в першому епізоді, але вважав, що його сценарій для другого був гіршим. Йому також сподобалася динаміка Кенобі та Леї у другому епізоді, а також виробничі цінності та операторська робота, хоча й сказав, що «сцени з Татуїном і Дайю мають дивну, штучну якість, що не відповідає великому статусу Обі-Вана». А. В. Сем Барсанті з клубу відзначив деякі проблеми, і похвалив виступ Блера в ролі Леї, одночасно критикуючи план Реви заманити Кенобі викраденням Леї, що, на його думку, було «абсурдним». Далі він поставив першим двом епізодам оцінку B-. Домінік Паттен з Deadline Hollywood дав негативну рецензію та розкритикував історію, заявивши, що це «майже вся нерозбавлена ностальгія без мудрості».

### Нагороди
У травні 2022 року Disney і Lucasfilm вирішили не подавати серіал на розгляд на 74-й церемонії вручення премії «Еммі», оскільки для відповідності критеріям Академії телевізійних мистецтв і наук їм доведеться зробити всі епізоди серіалу доступними для виборців Академії до 15 червня 2022, що вимагатиме дострокового виходу останніх двох епізодів серіалу.
| Рік  | Нагорода                                       | Категорія                                                                     | Номінант(и) | Результат | Прим. |
| ---- | ---------------------------------------------- | ----------------------------------------------------------------------------- | --- | --------- | ----- |
| 2022 | Нагороди Американського товариства декораторів | Найкраще досягнення в декорі/дизайні телевізійного фільму або обмеженої серії | style="background: #FFD; color: black; vertical-align: middle; text-align: center; " class="partial table-partial"\|Очікується | [ 54 ]    |       |